# The Return of Jack Bellew
The Return of Jack Bellew è un cortometraggio muto del 1914 sceneggiato e diretto da Robert Thornby.

## Produzione
Il film fu prodotto dalla Vitagraph Company of America.

## Distribuzione
Distribuito dalla General Film Company, il film - un cortometraggio in una bobina - uscì nelle sale cinematografiche statunitensi il 26 gennaio 1914.